# کاریسوپرودول
کاریسوپرودول (انگلیسی: Carisoprodol) دارویی است که برای دردهای اسکلتی عضلانی استفاده می‌شود. استفاده از آن تنها تا سه هفته تأیید شده‌است. اثرات عموماً در عرض نیم ساعت آغاز می‌شود و تا شش ساعت ادامه می‌یابد. به صورت خوراکی مصرف می‌شود.
عوارض جانبی شایع عبارتند از سردرد، سرگیجه و خواب آلودگی. عوارض جانبی جدی ممکن است شامل اعتیاد، واکنش‌های آلرژیک و تشنج باشد. در افراد مبتلا به آلرژی سولفا، فرمولاسیون خاصی ممکن است منجر به مشکلاتی شود. ایمنی در دوران بارداری و شیردهی مشخص نیست. چگونگی کارکرد آن مشخص نیست. اعتقاد بر این است که برخی از اثرات آن پس از تبدیل شدن به مپروبامات رخ می‌دهد.
کاریسوپرودول در کنار استراحت، فیزیوتراپی و سایر اقدامات برای شل کردن عضلات پس از کشیدگی، رگ به رگ شدن و آسیب‌های عضلانی استفاده می‌شود. این دارو به صورت قرص عرضه می‌شود و سه بار در روز و قبل از خواب از طریق دهان مصرف می‌شود.